# واوکس ان بوجلی
واوکس ان بوجلی (به فرانسوی: Vaux-en-Beaujolais) یک کمون در فرانسه است که در Canton of Gleizé واقع شده‌است.

## خصوصیات
واوکس ان بوجلی ۱۷٫۷۴ کیلومترمربع مساحت و ۹۴۶ نفر جمعیت دارد و ۳۶۰ متر بالاتر از سطح دریا واقع شده‌است.